# Aleksej Jagudin
Aleksèj Konstantìnovič Jagùdin// (in russo Алексей Константинович Ягудин?, traslitterazione anglosassone Alexei Konstantinovich Yagudin; Leningrado, 18 marzo 1980) è un ex pattinatore artistico su ghiaccio e allenatore di pattinaggio su ghiaccio russo, vincitore di quattro campionati mondiali e ai Giochi olimpici di Salt Lake City 2002.

## Biografia
È stato allenato da Aleksej Mišin dai dodici ai diciott'anni, quando si è trasferito negli Stati Uniti ed ha iniziato ad allenarsi con Tat'jana Tarasova.
Ha esordito nelle competizioni internazionali nel 1994, arrivando quarto ai campionati mondiali juniores (all'età di quattordici anni). Nel 1996 ha vinto i campionati mondiali juniores.
All'età di 18 anni è diventato il primo russo a vincere un campionato mondiale e il secondo campione mondiale più giovane della storia. Ha dominato la stagione 1998-99, vincendo 9 delle 11 competizioni a cui ha partecipato, compresi i campionati mondiali, europei e il World Pro. Inoltre si è esibito in numerosi spettacoli negli Stati Uniti, in Canada e in Europa.
Nel 2001 ha partecipato ai campionati mondiali di pattinaggio di figura, ma non ha potuto esprimersi al meglio a causa di un infortunio.
Ai Giochi olimpici di Salt Lake City 2002 Jagudin ha ricevuto sei punteggi massimi (6.0). Nessun altro ha mai ottenuto quel risultato perfetto in tutta la storia delle olimpiadi. È anche il primo atleta a vincere tutte le grandi competizioni nello stesso anno, il 2002: campionati europei, Grand Prix, campionati mondiali e olimpiadi. Nel mondiale del 2002 riesce ad ottenere sei 6.0 nel programma corto ed altri due nel programma libero.
Nel 2002 è stato riconosciuto dall'International Skating Union, la federazione internazionale del pattinaggio, come l'atleta che rappresentava meglio lo sport del pattinaggio di figura e i valori olimpici.
Nel novembre 2003, in Canada, ha annunciato il suo ritiro dal pattinaggio sportivo. Nello stesso tempo è diventato allenatore del francese Brian Joubert e del russo Andrei Griazev.
Nelle stagioni successive si è esibito in diversi spettacoli di pattinaggio.
Il 20 novembre 2009 è diventato papà di Lisa avuta dalla pattinatrice Tatiana Totmianina.

### Omofobia e transfobia
Nel 2020 ha rilasciato dichiarazioni controverse sulle persone transgender nere in un post su Instagram (fonte mancante). Ha attaccato il pattinatore omosessuale Adam Rippon che aveva donato 1000 dollari ad un ente benefico attivo nella tutela delle persone trangender nere scrivendo "Adam Rippon, quando creperai? Sei uno sbaglio della Terra» (fonte non attendibile)
Ha rivolto commenti omofobi a Jason Brown ed espresso apprezzamenti verso utenti dei social contenenti ingiurie nei suoi confronti. (fonte non attendibile)
Ha espresso disprezzo verso il connazionale Michail Koljada per un esercizio sensuale. Ha inoltre rivolto oscenità verso altri atleti, prevalentemente maschi, per il loro peso o per il modo di saltare, ritenuto insufficiente o troppo femminile. (fonte non attendibile)

## Palmarès
GP: Champions Series / Grand Prix
| Internazionali            | Internazionali | Internazionali | Internazionali | Internazionali | Internazionali | Internazionali | Internazionali | Internazionali | Internazionali | Internazionali |
| Evento                    | 93–94          | 94–95          | 95–96          | 96–97          | 97–98          | 98–99          | 99–00          | 00–01          | 01–02          | 02–03          |
| ------------------------- | -------------- | -------------- | -------------- | -------------- | -------------- | -------------- | -------------- | -------------- | -------------- | -------------- |
| Giochi olimpici invernali |                |                |                |                | 5°             |                |                |                | 1°             |                |
| Campionati mondiali       |                |                |                | 3°             | 1°             | 1°             | 1°             | 2°             | 1°             |                |
| Campionati europei        |                |                | 6°             | 5°             | 1°             | 1°             | 2°             | 2°             | 1°             |                |
| GP Finale                 |                |                |                | 5°             | 4°             | 1°             |                | 2°             | 1°             |                |
| GP Cup of Russia          |                |                |                | 2°             | 1°             |                |                |                |                |                |
| GP Lalique                |                |                |                |                | 1°             | 1°             | 1°             | 1°             | 1°             |                |
| GP Nations/Spark.         |                |                |                | 3°             |                | 1°             |                |                |                |                |
| GP Skate America          |                |                |                | 3°             |                | 1°             | 1°             | 2°             |                | R              |
| GP Skate Canada           |                |                |                |                |                |                | 1°             | 1°             | 1°             |                |
| Goodwill Games            | 8°             |                |                |                |                |                |                |                | 3°             |                |
| Prague Skate              |                | 3°             |                |                |                |                |                |                |                |                |
| Internazionali: Junior    |                |                |                |                |                |                |                |                |                |                |
| Campionati mondiali       | 4°             |                | 1°             |                |                |                |                |                |                |                |
| Nazionali                 |                |                |                |                |                |                |                |                |                |                |
| Campionati russi          | 5°             | 5°             | 4°             | 3°             | 2°             | 2°             | 2°             | 2°             |                |                |
| R = Ritirato              |                |                |                |                |                |                |                |                |                |                |

### Altri record
- Primo a vincere tutti i titoli principali nella stessa stagione (2001-2002)